# بئر عامر (تبن)

تعديل مصدري - تعديل

بئر عامر هي إحدى قرى عزلة الحوطة بمديرية تبن التابعة لمحافظة لحج، بلغ تعداد سكانها 251 نسمة حسب تعداد اليمن لعام 2004.